# 沖早織
沖 早織（おき さおり）は、日本の実業家。ダミアーニ (英：Damiani S.p.A) 日本法人最高経営責任者・CEO、オメガ日本法人元事業本部長・ブランドディレクター。

## 人物・経歴
立教大学経済学部卒業。大学卒業後、ラグジュアリー業界でのキャリアを開始する。
デビアス（DE BEERS）や、ティファニーの日本法人での勤務を経て、オメガ（OMEGA）日本法人で事業本部長・ブランドディレクターを務める。
2023年3月、ダミアーニ (英：Damiani S.p.A) 日本法人最高経営責任者・CEOに就任。
ダミアーニはイタリアに本部を置くジュエリーブランドで、2024年に創業100周年を迎えた。同グループは、2023年3月期の連結売上高は3億ユーロ（約433億円）で、前年比2桁成長となる好業績を収め、日本市場での強化を進める。